# Вулиця Франциска Скорини (Київ)
Ву́лиця Франци́ска Скорини́ — вулиця в Подільському районі міста Києва, житловий масив Мостицький. Пролягає від Новомостицької до перехрестя Мостицької вулиці та Наталії Ужвій.
Прилучається вулиця Сергія Данченка.

## Історія
Вулиця виникла у 1950-ті роки під назвою 717-та Нова. 1953 року отримала назву Брестська вулиця.
Сучасна назва на честь першодрукаря XVI століття Франциска Скорини — з 2022 року.